# Marco Dente

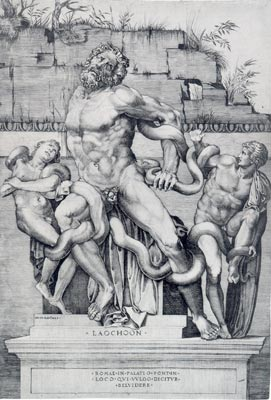
Die Laokoon-Gruppe, um 1520

Marco Dente (* um 1490 in Ravenna; † 1527 in Rom) war ein italienischer Kupferstecher.

## Leben
Dente war ein Schüler von Marcantonio Raimondi und stach unter anderem nach Giulio Romano und Raffael etwa 70 Blätter. Er soll 1527 bei der Einnahme von Rom durch Karl V. am Strick ums Leben gekommen sein.